# Balai Tangah
Balai Tangah is een bestuurslaag in het regentschap Tanah Datar van de provincie West-Sumatra, Indonesië. Balai Tangah telt 2329 inwoners (volkstelling 2010).